# 一家子
《一家子》（英語：All in the Family），美國1970年代知名且具有代表性的電視劇，播放期間為1971年－1979年。首播於1971年1月12日的哥倫比亞廣播公司的該電視劇，使用反諷的手法，以一位歧視黑人及其他有色種族、反墮胎、反嬉皮的美國保守人士為劇中主角，藉由他荒唐的言論及漸趨開明的態度來反映美國70年代社會的脈動。該電視上演期間，均獲得極高收視，一些電視評論者認為該劇使用喜劇因素觸及種族問題以提高收視率。另外則有一部份人認為該劇反應了美國人在1970年代的種族矛盾。
該劇因為涉及嘲笑種族因素，至今鮮少於電視台重播。